# Peckatel (Klein Vielen)

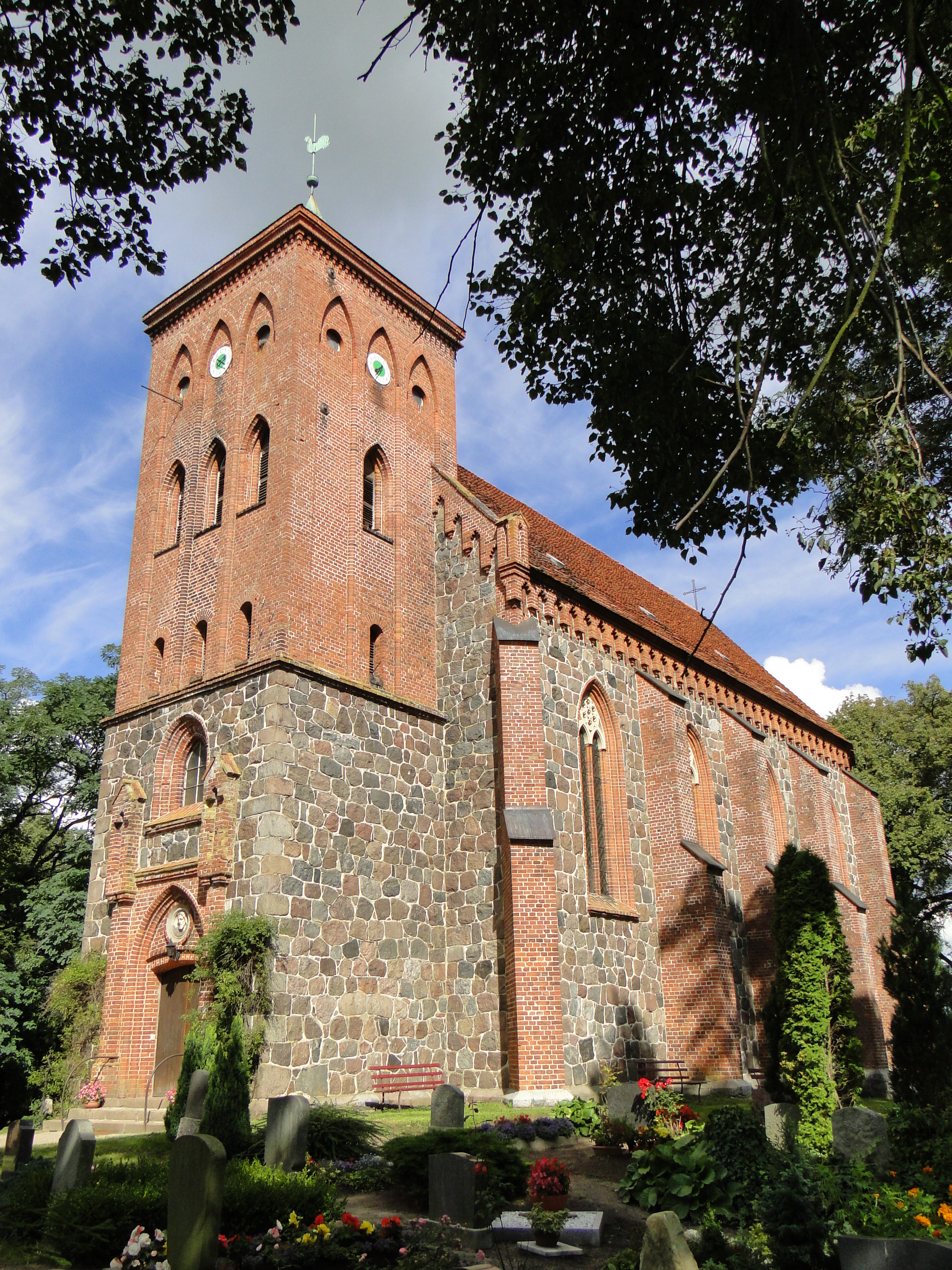
Kirche in Peckatel

Peckatel ist ein Ortsteil von Klein Vielen im Süden Mecklenburg-Vorpommerns. Er liegt zwei Kilometer südwestlich vom Klein Vielener und Wedensee, an der historischen Landgrenze, der Eisernen Pforte, niederdeutsch Isern Purt genannt. Der Ortsteil hatte im Jahr 2015 1007 Einwohner.

## Geschichte

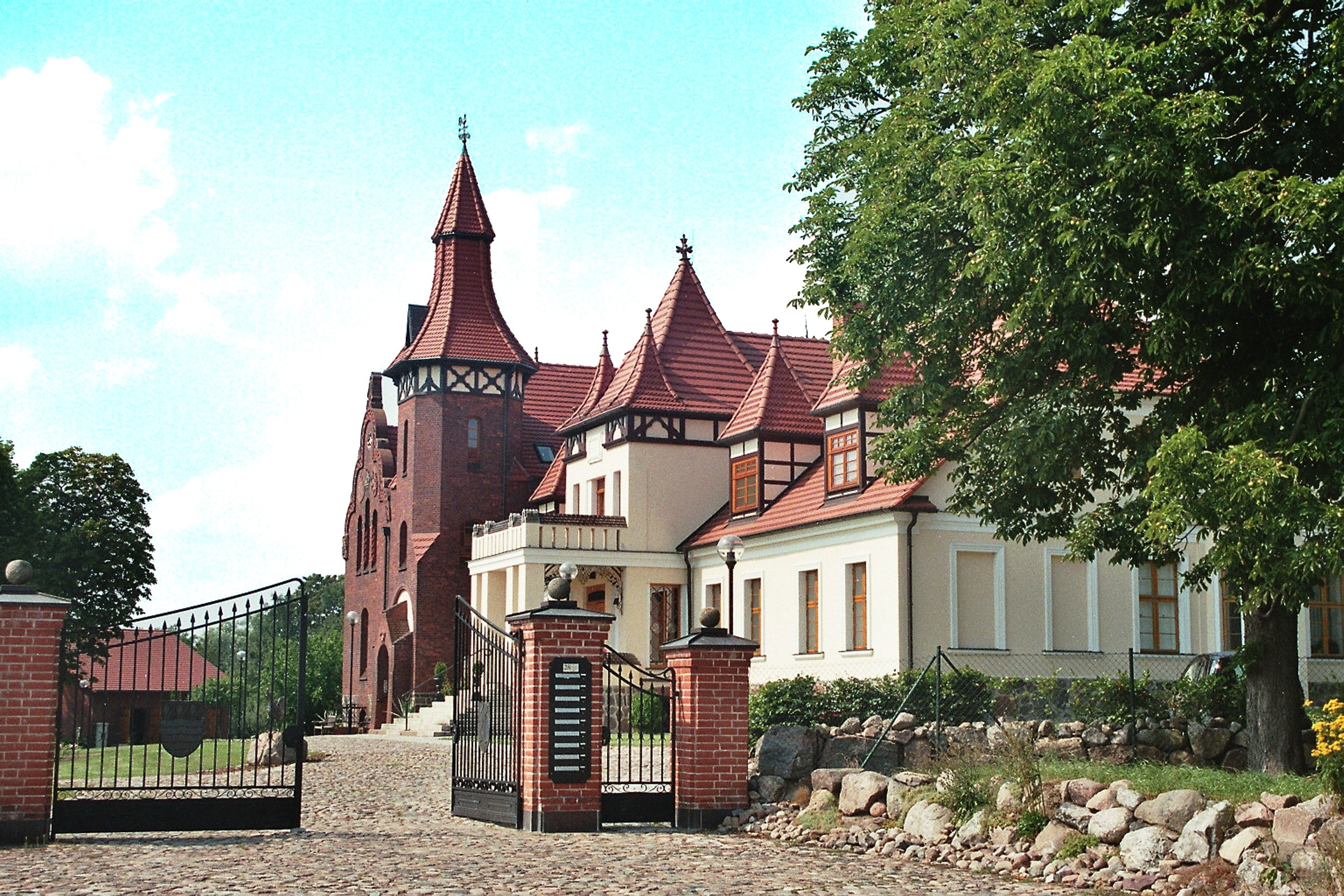
Gutshaus Peckatel

1274 wurden die Ritter Bernhard und Heinrich von Peccatel mit dem Dorf, das zur Diöcese Havelberg gehörte, belehnt. Am 1. Januar 1325 wurde in einer Urkunde der Schultheiß Ebelingus scultetus de Peckateele erwähnt. 1514 belehnte es ein Berend von Maltzan, 1652 besaß die Witwe von Adam von Holstein mehrere Bauerngehöfte, die Besitzer wechselten oft. Die Adelsfamilie von Holstein kann seit den Wendenzügen Heinrich des Löwen als Lehnsnehmer in Peckatel und den umliegenden Orten nachgewiesen werden. Im Wendenkreuzzug zogen vermutlich die von Holstein aus Immenrode und die Schulzenfamilie Wehden aus Weddingen ins Penzliner Land. 1775 starben die Gutsherren, die von Peccatel, aus. 1790 fand das „Bauernlegen“ im Dorf statt, eine Vernichtung der bäuerlichen Existenz durch den Gutsherren. Das Leben der Dorfschulzenfamilie Wehden und anderer Familien ist in schriftlichen Auseinandersetzungen mit dem örtlichen Adel und dem Schweriner Herzoghaus dokumentiert. Bis ins 19./20. Jahrhundert waren die Weden, Wehden's Statthalter, Dorfschultzen, Kirchälteste in Peckatel und in Hohenzieritz.
1795 wurden die Penzliner Freiherren von Maltzan Besitzer des Kirchdorfes und blieben es in Abstufungen bis hin zum Verkauf 1934, aber als Wohnsitz bis 1942. Die bedeutendsten Vertreter der Grundbesitzer der Neuzeit waren u. a. Friedrich von Maltzahn (1783–1864), ff. Friedrich jun. von Maltzahn (1822–1871) sowie sicherlich Ludolf von Maltzan (1864–1942), großherzoglicher Kammerherr. Einzelne Güter des Gesamtgüterkomplexes Peckatel waren juristisches Mitglied im Mecklenburgischen Ritterschaftlichen Kreditverein und gehörten zum Ritterschaftlichen Amt Stavenhagen. Vor 1930 umfasste sein örtlicher Besitz etwa 1093 ha.

## Sehenswürdigkeiten
Die heutige Kirche wurde im neugotischen Stil 1862 gebaut. In den Fenstern des Chors sieht man sieben Maltzahnsche Familienwappen. Der Historiker Friedrich Schlie beschrieb Kleinkunstwerke in der Kirche, die Stifter waren Familie von Plessen, Vick, Algrim, Wäde / Weden, Pragst, Ridden, Hoth und Franck. Auf dem Altar steht ein spätgotisches Triptychon des 15. Jahrhunderts. Mindestens eine Kirchglocke wurde von einem Friedländer namens Bgun gegossen.

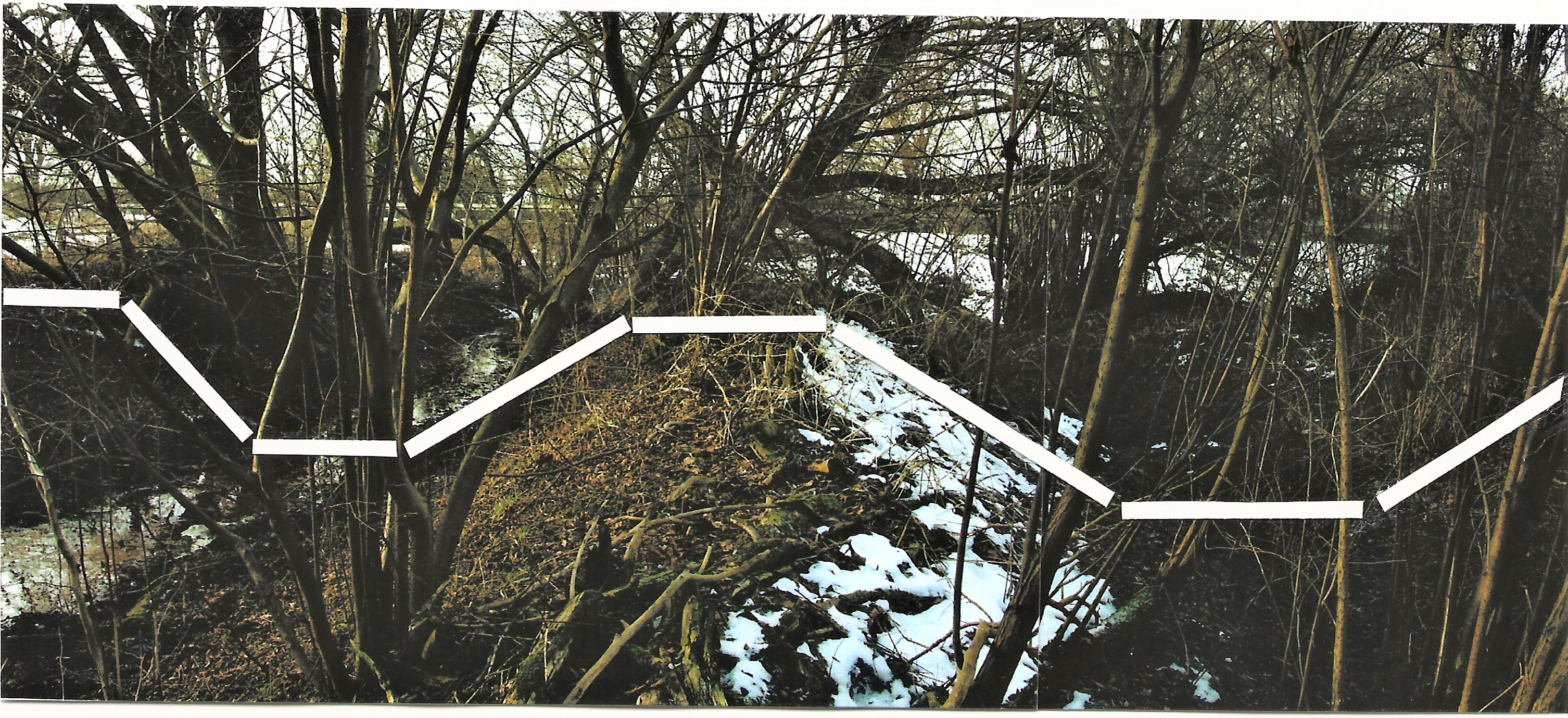
Wehrgräben der Landhemme am Wedensee-Abfluss

Im Kirchgestühl sind ebenfalls herrschaftliche Wappen zu sehen.
Das Landschaftsdenkmal, die Isern Purt, zu hochdeutsch Eiserne Pforte liegt nördlich des Ortes. Am Klein Vielener See beginnend in östlicher Fortsetzung mit zwei Wallgräben über den Wedensee hinaus zu der Teufelsbrücke und dann mit abfallenden drei Wallgräben in den Kleinen Stadtsee hinein. Hinterm Penzliner Kleinen Stadtsee setzten sich die Gräben im Zippelower Holz noch fort. Die Isern Purt gehörte zur Befestigungsanlage der Redarier mit ihren redarischen Siedlungsgemeinschaften. Die Landhemme bildete eine wehrhafte Grenze zwischen Redariern und der deutschen Invasionsbevölkerung, den Sachsen und den Brandenburgern.

## Verkehr
Peckatel liegt an der Bundesstraße 193 von Penzlin nach Neustrelitz und dem Abzweig der Landesstraße 34 nach Blumenholz. Die nächsten Bahnhöfe befinden sich in Kratzeburg und Neustrelitz.

## Flurnamen

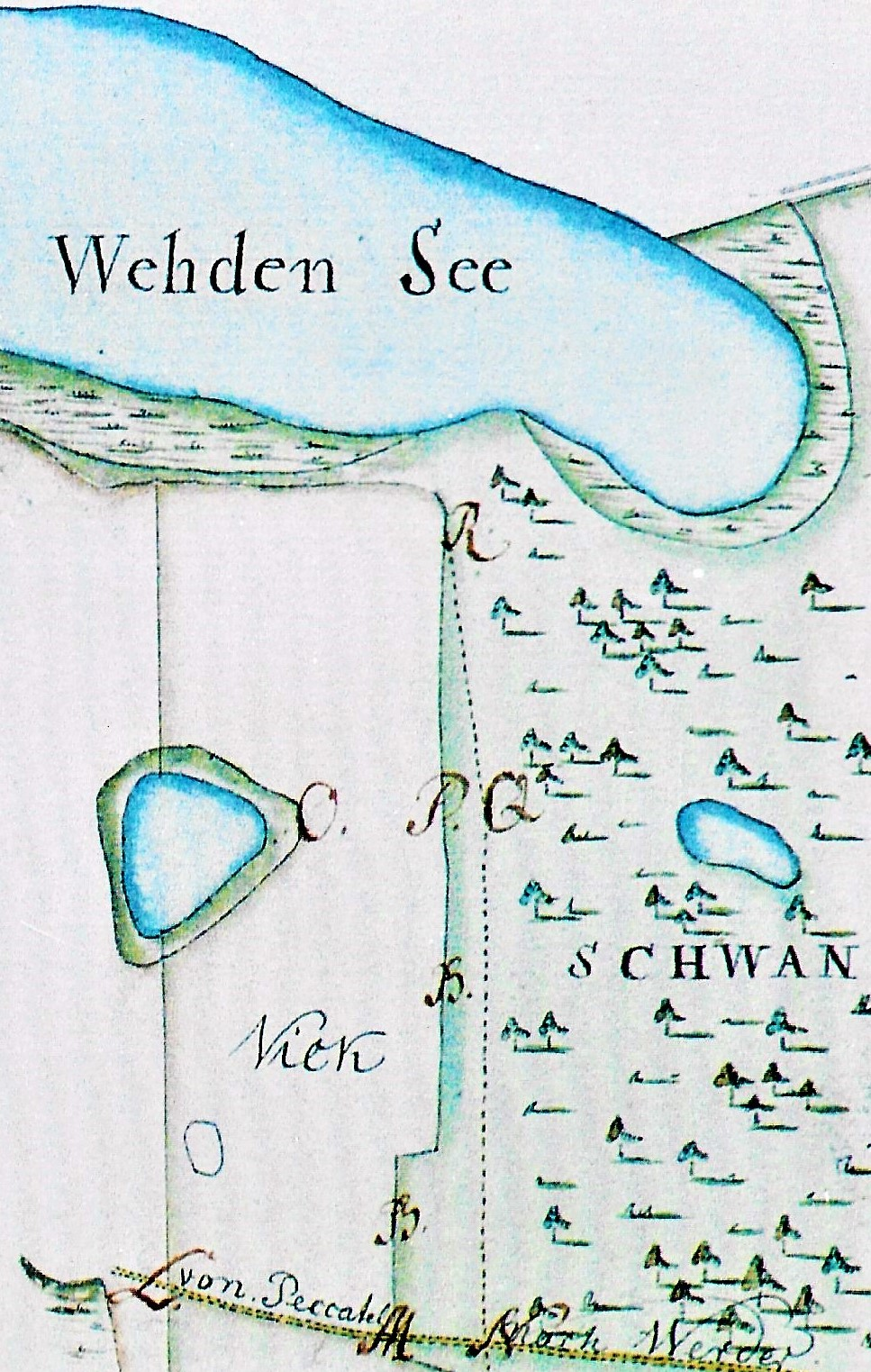
Wedensee um 1766

- Galgenberg[12] Wedensee um 1766 Wehdenfurt an der B193

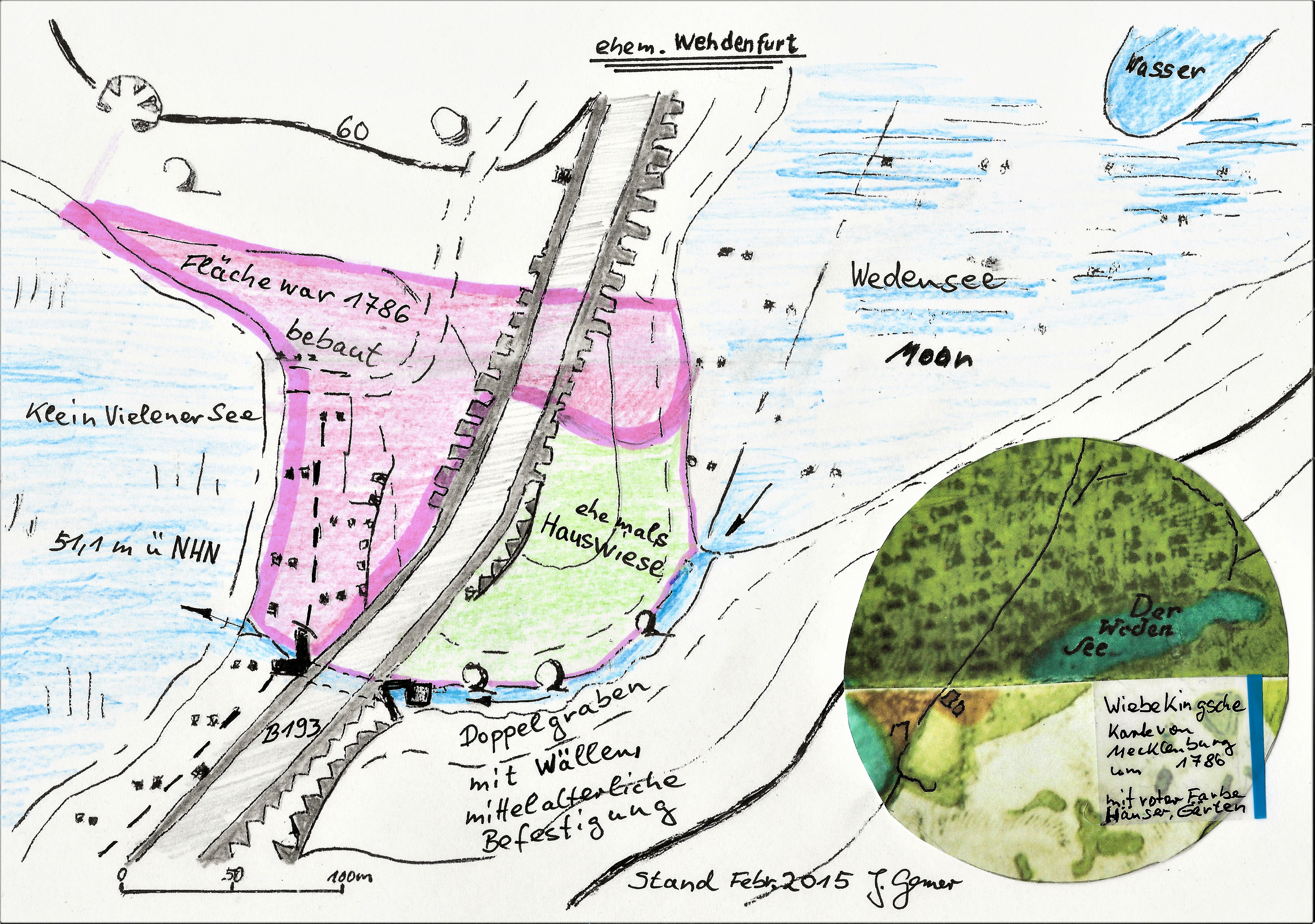
Wehdenfurt an der B193

- Der Wedensee wird fälschlicherweise in der Literatur  Wodensee genannt, weil Archivrath Dr. Beyer in seiner Ausarbeitung über „Die Landwehren u. die Grenzheiligthümer der Landes der Redarier“ den See nach einer alten Karte als Wodensee beschrieb. Die Flurbereinigungskarten des 18. Jahrhunderts nennen den See „Wehden See“. Heute ist der Wedensee[13] ein verlandeter, mooriger Grabensee. Er erhielt seinen Namen von der seit dem 14. Jahrhundert in Peckatel nachweisbaren Schulzenfamilie Weden / Wehden. Die Kolonisten Weden, vermutlich aus der Deutsch Orden Kommende Weddingen in Niedersachsen stammend, auch historisch Wedin genannt, gehörten zu den frühen Siedlern im wendischen Land. In der Volkszählung, der Kaiserbede von 1497 wurden die Weden genannt.
- Isern Purt (Eiserne Pforte)
- Christenhof
- Jenny-Hof, bis nachweislich 1927 seitens der Gutsherrschaft als eine Art Vorwerk in Nutzung; der Hof wurde in der DDR-Zeit geschleift.
- Kirchgang, 1706 stritt der Pfarrer mit dem Schultheiß und Kirchenjurat Jochen Wede(n) um die Grenzen der Priester- und Schulzenwörde. Der Kirchgang verlief von Klein Vielen geradewegs direkt von Nord-Nord West über die Kuppe des Berges hinter dem Pfarrgrundstück zur Tür des Kirchturms.
- Peutsch, Wüstung, seit etwa 1883 unbewohnt, mindestens bis 1928 Forst-Lehngut mit 599 ha vom Gutsareal Peckatel geführt.[14][15]
- Wehdenfurt, an der ehemalig mautfähigen Passagestelle waren Mitglieder der dem See namensgebende Peckateler Dorfschulzenfamilie Wehden ansässig.
- Wesen- oder Waesbruch, der Bruch (Teich) liegt im Grund hinter der Küsterschule[16].
- Wesenberg wurde die Anhöhe zur Küsterschule bzw. zum Pfarrhof genannt.

Die Heimatforscherin Gisela Krull leitet die Flurnamen Wesenbruch und Wesenberg nicht aus dem Niederdeutschen ab, sie sieht die Bauern- und jahrhunderte lang tätige Dorfschulzenfamilie Weden als Namensgeber der Flurnamen an. Diese Familie Weden besaß die Grundstücke neben dem Pfarrgarten, sie wurde in Urkunden Wehsden, Waesde, Wäde, Wehde geschrieben.

## Namen, Stiftern des Kircheninventars des 17. u. 18. Jhrh.
- 1685 B.V.A.
- 1686 ELISABETH ALGRIM
- 1700 G.V.H.B.C.V.P. ANNA VON B.
- 1703 JOCHIM WÄDE (Wehden)
- 1712 JOCHIM PRAGST
- 1717 CATARINA DORETEA RIDDEN
- 1721 FRIEDRICH HOTH
- 1771 OTTO FRIDERICH FRANK

## Persönlichkeiten
- Johann Friedrich Weden (1750–1830), Statthalter in Peckatel, Dorfschulzenfamilie Weden
- Ludolf von Maltzan (1864–1942), Gutsbesitzer zu Peckatel und Mitglied des Reichstags
- Karlfried Krull (1928–2008), ehemaliger Ortschronist in Peckatel
- Gisela Krull (* 1932), 1993 Preisträgerin der Annalisa-Wagner-Stiftung, Autorin u. ehem. Ortschronistin